# Conceveiba latifolia
Conceveiba latifolia är en törelväxtart som beskrevs av George Bentham. Conceveiba latifolia ingår i släktet Conceveiba och familjen törelväxter. Inga underarter finns listade i Catalogue of Life.